# Djankovo
Djankovo (bulgariska: Дянково) är ett distrikt i Bulgarien.   Det ligger i kommunen Obsjtina Razgrad och regionen Razgrad, i den nordöstra delen av landet, 280 km öster om huvudstaden Sofia.
Trakten runt Djankovo består till största delen av jordbruksmark. Runt Djankovo är det ganska tätbefolkat, med 83 invånare per kvadratkilometer.